# Хашка конвенција о усвајању
Хашка конвенција о усвајању (Хашка конвенција о заштити деце и сарадњи у погледу међународног усвојења) је међународна конвенција која се бави међународним усвајањем, „прањем деце” и трговином децом, у настојању да заштити оне који су укључени од корупције, злоупотреба, и експлоатацију која понекад прати међународно усвајање. Конвенција се сматра кључном јер обезбеђује формално међународно и међувладино признање међународног усвојења, како би се осигурало да ће усвојења у складу са конвенцијом генерално бити призната и примењена у другим земљама потписницама.

## Циљеви
У преамбули Конвенције стоји:
- Међудржавна усвајања ће се вршити у најбољем интересу детета и уз поштовање његових или њених основних права и да би се спречила отмица, продаја или трговина децом и свака држава треба да предузме, као приоритет, одговарајуће мере како би детету омогућило да остане под старањем своје породице.

Главни циљеви конвенције, наведени су у члану 1:
- да успостави заштитне мере како би се осигурало да се међудржавна усвајања одвијају у најбољем интересу детета и уз поштовање његових или њених основних права признатих у међународном праву,
- да успостави систем сарадње између држава уговорница, како би се осигурало да се те заштитне мере поштују, и на тај начин спречила отмица, продаја или трговина децом,
- да обезбеди признавање у државама уговорницама усвајања извршена у складу са конвенцијом.

## Историја
Конвенцију је развила Хашка конференција о међународном приватном праву, водећа организација у области међународног приватног права. Закључена је 29. маја 1993. године, а ступила је на снагу 1. маја 1995. године. Од марта 2019. године, конвенцију је ратификовало 99 држава. Јужна Кореја, Непал и Русија су је потписале, али нису ратификовале. Многе земље које нису ратификовале Конвенцију не дозвољавају страно усвајање своје деце, нити усвајање стране деце.

## Политике и процедуре
С обзиром на претходне мултилатералне инструменте који укључују неке одредбе у вези са међудржавним усвајањем, Хашка конвенција о усвајању је главни мултилатерални инструмент који регулише међународно усвајање и позива на потребу за координацијом и директном сарадњом између земаља, како би се осигурало поштовање одговарајућих мера заштите.
Хашка конвенција о усвајању има неколико захтева. Процес усвајања укључује успостављање „Централне власти“ која ће служити као примарни контакт земље у процесима усвајања. Вршење неколико провера за дете које испуњава услове за усвајање, укључујући проверу исправности усвајања према законима обе земље., лагање разумних претходних напора да се олакша домаће усвајање;и пристанак да се користе само сертификоване агенције за усвајање.
Члан 3 истиче да цео процес мора бити одобрен од стране централних органа за усвајање које су одредиле државе уговорнице. Ако се у потпуности имплементира на националном нивоу, конвенција нуди заштитни оквир од потенцијалних ризика приватног усвајања (када усвојиоци одређују услове усвајања директно са биолошким родитељима или са дечјим институцијама смештеним у земљи порекла, без понављања акредитованим пружаоцима услуга усвајања).
Имплементација и рад Конвенције о међудржавном усвајању из 1993. године: Водич за добру праксу, коју је припремила Хашка конференција о међународном приватном праву, пружа помоћ у раду, употреби и тумачењу конвенције.

## Усклађеност
Да би се ускладили са међународним стандардима, уведене су многе измене у национално законодавство, којим се доносе закони којима се криминализује чин стицања неприкладне користи од међународног усвајања. Међутим, случајеви трговине и продаје деце ради усвајања и даље се дешавају у многим деловима света. Нарочито у ванредним ситуацијама, у време природних катастрофа или сукоба, примећује се да се деца усвајају без поштовања строгих законских процедура, уз ризик да може доћи до случајева трговине децом. Примећена је прекомерна бирократизација процеса усвајања, након примене Хашке конвенције о усвајању, у циљу успостављања могућих додатних препрека за смештај деце.